# Araneus guerrerensis
Araneus guerrerensis este o specie de păianjeni din genul Araneus, familia Araneidae, descrisă de Chamberlin și Ivie, 1936. Conform Catalogue of Life specia Araneus guerrerensis nu are subspecii cunoscute.